# 卤水 (水域)
鹵水（英語：Brine，也可寫為brine water）是含有高濃度鹽（通常是氯化鈉或氯化鈣）的水性溶液。鹵水的鹽濃度從約3.5%（典型的海水濃度，與用作鹵漬食物的較低濃度類似）到約26%（典型的飽和溶解度，因溫度不同而有差異）。其由地下鹽水的蒸發而自然形成，但也會在開採氯化鈉時產生。鹵水可用於食品加工和烹飪（醃（酸性醃製）和鹵漬）、道路和其他建物的除冰，以及許多技術處理過程。鹵水也是許多工業過程的副產品（例如海水淡化），因此需要對其進行工業污水處理，之後再作適當處置，或再進一步利用（如淡水回收）。

## 在自然界

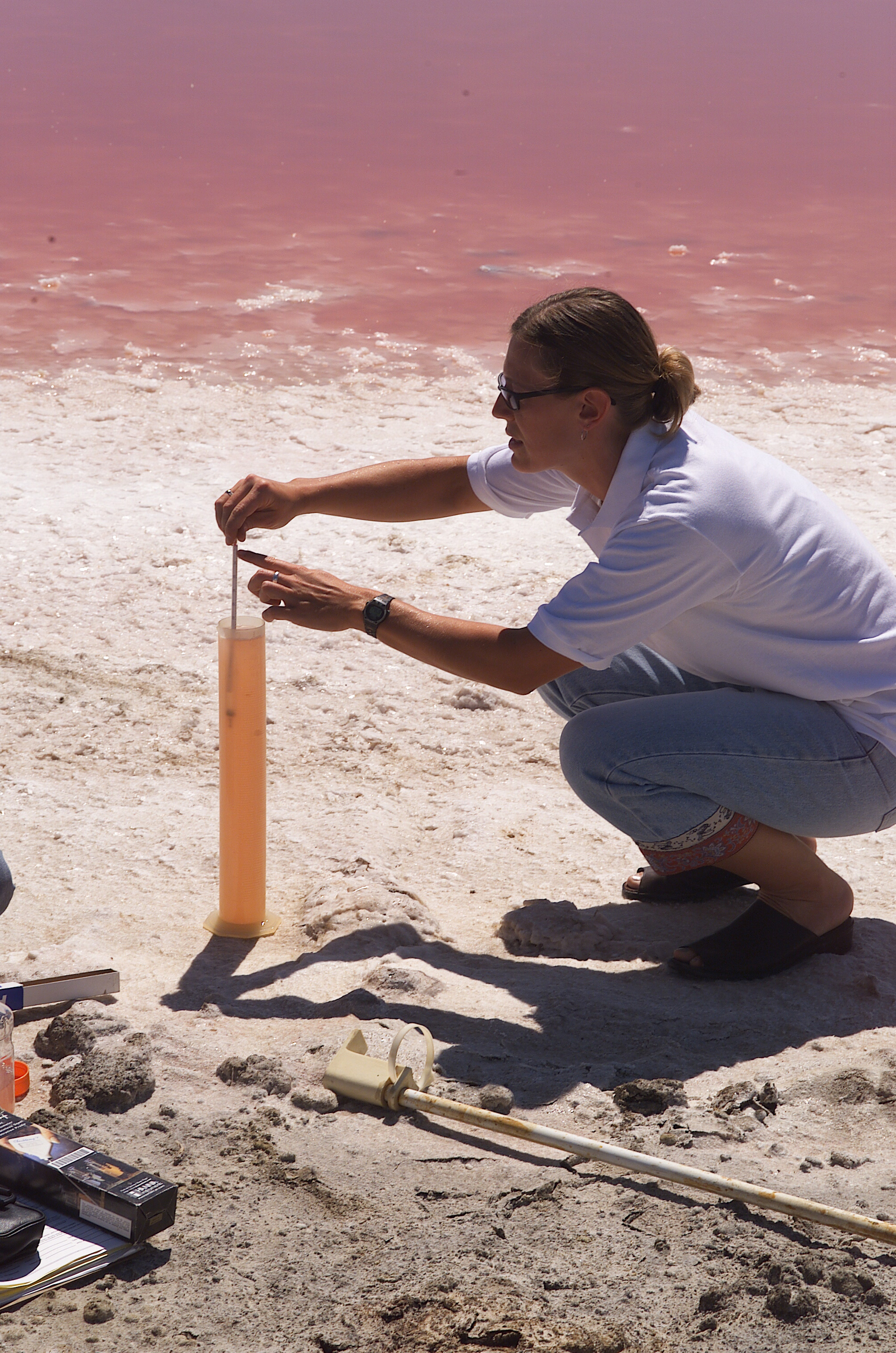
一位NASA技術人員使用比重計，檢測一處位於舊金山鹽田的鹵水濃度。

在自然界中有多種方式可產生鹵水。海水經蒸發後，剩餘的流體中有濃縮的鹽分。當不同的溶解離子達到礦物（通常是石膏和石鹽）的飽和狀態時，就會形成一種稱為蒸發岩，具有地質沉積物特徵。這類鹽沉積物溶解到水中，也會產生鹵水。當海水結冰時，溶解的離子會停留在溶液中，而形成一種稱為低溫鹵水的液體。根據定義，這些低溫鹵水在形成時的溫度會低於海水的溫度，累積一定的數量後會脫離冰層往下滴落，形成一種稱為鹵水冰柱的物體，滴落沿途會把周圍的海水凍結。
鹵水泉在地表的露頭稱為“licks（鹹水泉）”或“salines（鹽水泉）”。地球上不同地點的地下水中，其溶解固體含量差異很大，無論是在特定成分（例如岩鹽、硬石膏、碳酸鹽、石膏、氟化物鹽、有機鹵化物和硫酸鹽），或是在濃度水平方面。使用總溶解固體 (TDS) 含量作標準，為幾種地下水分類，鹵水是含有超過100,000毫克/升TDS的水溶液。鹵水通常在開採油氣完井作業期間出現，特別是那類使用水力壓裂工藝作業的。

## 用途

### 烹飪
鹵水是食品加工和烹調時的常用元素。鹵漬的做法是為保存食物，或為食物調味。鹵漬中有稱為醃的酸性醃製做法，應用於蔬菜、起司和水果。肉類和魚類通常在鹽水中短暫浸泡，作為醃泡的手段，或是以粗鹽塗抹，短時間後再把鹽清除，以增強魚或肉的嫩度和風味，或是延長保存時間。

### 氯氣生產
生產氯元素可透過電解鹵水（NaCl（氯化鈉）溶液）來達成。這種過程還會產生氫氧化鈉 (NaOH) 和氫氣 (H2)。反應方程式如下：
- 陰極：2H+ + 2e− → H2 ↑
- 陽極：2Cl− → Cl2 ↑ + 2e−
- 總過程：2NaCl + 2H2O → Cl2 + H2 + 2NaOH

### 冷凍液
在大型製冷設備中，鹵水用作二次流體以傳輸熱能。最常用到的鹵水是以廉價的氯化鈣和氯化鈉為基底的水溶液。採用鹵水是因為水中的鹽分（材料成本相對較低）可降低溶液的凍結溫度，而可大幅提高傳熱效率。按重量計，在23.3%NaCl濃度時，鹵水的最低凝固點為−21.1°C (−6.0°F)。 這種溫度稱為共晶點。
由於鹽基的鹵水俱有腐蝕性，目前已被乙二醇等有機液體所取代。
有些漁船會噴灑氯化鈉鹵水來冷凍漁獲。鹵水最低溫度通常可達−5°F (−21°C)。而鼓風冷凍的溫度可低到-31°F (-35°C，或更低）。高價值的漁獲通常必須在比鹵水制冷低得多的溫度下保存，而需使用鼓風冷凍。

### 水質軟化及淨化
鹵水是硬水軟化和水淨化過程中運用離子交換技術的助劑。鹵水本身不參與淨水過程，而是循環使用，對裝在柱體中離子交換樹脂做再生工作。處理中的水先是流經樹脂容器，直到水被淨化到所需水平。之後再反洗樹脂容器，先去除其中累積的固體、再用濃縮替換離子溶液（鹵水）把樹脂中遭去除的離子沖走，然後再把樹脂中的濃縮溶液沖走，讓樹脂再生。處理後，離子交換樹脂原先飽含處理水中的鈣和鎂離子，通過浸泡在含有6–12%NaCl的鹵水，鹵水中的鈉離子取代樹脂上的鈣離子和鎂離子而完成再生。另常見的例子是家用洗碗機，使用稱為洗碗機精的氯化鈉，可避免水垢在機器管線內聚積。

### 除冰
在較低溫度下，鹵水溶液可用於除冰，或是把道路/機場跑道表面的結冰溫度降低。

### 淬火
淬火是鍛造金屬（例如鋼）時所用的一種熱處理工藝。在硬化鋼材的時候，通常會使用鹵水溶液（包括油和其他物質）。使用鹵水，會提高冷卻過程和熱傳遞的均勻性。

## 污水處理
鹵水是許多工業過程的副產品（例如海水淡化、發電廠冷卻塔、石油和天然氣開採時發生的採出水、酸性礦井排水、逆滲透廢棄物、氯鹼法污水、造紙廠流出物以及食品和飲料加工產生的廢棄物流處理）。這類鹵水除含有稀釋的鹽，還含有預處理和清潔用化學品的殘留物、殘留物反應副產物和因腐蝕而來的重金屬。
由於含污染物的鹵水具有腐蝕性和沈積物，以及具有毒性的其他化學品，會造成嚴重的環境危害。
由海水淡化廠和冷卻塔生成，未受污染的鹵水可回歸海洋。但海水淡化產生的鹵水會對海洋生物和棲息地造成損害。為降低此種環境影響，可用例如污水處理廠或發電廠排放口的排水將之稀釋。由於鹵水比海水重，會沉入海底，並在那兒聚積，因此需要採取能確保適當擴散的措施，例如在下水道中安裝水下擴散裝置。其他方法包括有在蒸發池中乾燥、注入深井以及儲存和再利用鹵水作灌溉、除冰或道路防塵的用途。
處理受污染鹵水的技術包括：膜過濾工藝（如逆滲透和正滲透、離子交換工藝（例如電滲析）或蒸發工藝（例如採用蒸汽回收再壓縮和蒸汽鹵水濃縮器和結晶器）。膜式鹵水濃縮的新方法，如採用滲透輔助逆滲透和相關工藝，屬於零液體排放系統 (ZLD) 中的一種，已開始取得進展。 

## 成分與純化
鹵水由Na+（鈉）和Cl-（氯）離子的濃縮溶液組成。其實氯化鈉本身並不存在於水中：它完全以游離的形式存在。在各種鹵水中發現的其他陽離子包括有K+（鉀）、Mg
2+（鎂）、Ca
2+（鈣）和Sr
2+（鍶）。後三者會產生問題，因為它們會形成水垢並與肥皂發生反應。除氯化物之外，鹵水中有時還含有Br−（溴）和I−（碘），而且最有問題的是硫酸鹽離子SO2−
4。純化步驟通常包括在鹵水中添加氧化鈣以將固體氫氧化鎂和石膏 (CaSO4)沉澱，再利用過濾方式去除。之後通過分級結晶達成進一步純化。由此產生的純化鹽稱為蒸發鹽（evaporated salt）或真空鹽（vacuum salt）。